# 1562 en santé et médecine
| Années de la santé et de la médecine : 1559 - 1560 - 1561 - 1562 - 1563 - 1564 - 1565    |
| Décennies de la santé et de la médecine : 1530 - 1540 - 1550 - 1560 - 1570 - 1580 - 1590 |

Cet article présente les faits marquants de l'année 1562 en santé et médecine.

## Fondation
- « La princesse Marguerite de Parme, fille de Charles Quint, décide de créer l'hôpital Saint-Jean d'Hesdin[1] ».

## Événements
- Ambroise Paré (1510-1590) est nommé Premier chirurgien du roi Charles IX[2].
- L'infant Don Carlos, gravement blessé au crâne à l'occasion d'une chute dans un escalier, est soigné avec succès par Vésale[3].

## Publications
- Jean Canappe (fl. c.1530-1580) traduit en français le Guidon de Guy de Chauliac[4].
- Antonio Mizauld (1510-1578) publie ses Singuliers secrets et secours contre la peste[5].
- L'imprimeur Vincenzo Valgrisi (en) fait paraître à Venise les Practicae magnae[6] de Benedetto Vittorio (1481-1561[7]).
- William Bullein (c.1515-1576), médecin anglais[8], publie à Londres son « Rempart de défense contre toutes les maladies » (Bulwarke of defence against all sicknesse[9]).

## Naissance
- Paul Contant (mort en 1629), apothicaire, botaniste et écrivain français[10].

## Décès
- 9 octobre : Gabriel Fallope (né vers 1523[11]), naturaliste, botaniste, anatomiste et chirurgien italien.